# Перу (Канзас)
Перу (енгл. Peru) град је у америчкој савезној држави Канзас.

## Демографија
По попису из 2010. године број становника је 139, што је 44 (-24,0%) становника мање него 2000. године.
| Група             | 2000.       | 2010.       |
| Белци             | 169 (92,3%) | 111 (79,9%) |
| Афроамериканци    | 3 (1,6%)    | 0 (0,0%)    |
| Азијати           | 0 (0,0%)    | 0 (0,0%)    |
| Хиспаноамериканци | 0 (0,0%)    | 5 (3,6%)    |
| Укупно            | 183         | 139         |